# 동관왕묘 소장유물 일괄
동관왕묘 소장유물 일괄은 서울특별시 종로구에 있는 조선시대의 동관왕묘 소장유물이다. 2014년 7월 3일 서울특별시의 유형문화재 제365호로 지정되었다.

## 지정 사유
동관왕묘는 조선 중기 임진왜란 당시 한중일 삼국의 역학관계 속에서 탄생한 것이며, 현재 동관왕묘에 합사되어 있는 북관왕묘와 서관왕묘 등은 한말 고종대에 외세를 물리치고자 세워진 것이다. 동관왕묘 소장된 유물에 내재된 역사적, 문화적, 미술사적 가치는 매우 높게 평가된다.

## 세부 내역

### 동관왕묘 금동관우좌상(東關王廟 金銅關羽坐像)
관우(關羽, 160~219)는 중국 촉(蜀)의 장수이지만, 그의 사후 당송대 이후 신(神)으로 숭앙되어 중국 각지에 관제묘(關帝廟)가 세워져 있다. 우리나라에는 1597년 정유재란 이후 관왕묘가 세워지기 시작하였고, 동관왕묘는 명 황제와 조선 선조의 합심과 한중 장인의 기술로 1601년 완공되었다. 동관왕묘 정전 내부 중앙에는 화려한 단청이 칠해진 당가(唐家)가 세워져 있고, 당가의 내부 중앙에는 도금된 <금동관우신상>이 용상(龍床) 위에 앉아 있다.
관우신상의 주조 당시 상황은 『영조통기(營造通記)』에 기록되어 있다. 당시 명 장수 만세덕과 여러 장수들이 힘을 모아 10개의 풍로에 구리 3,800근을 동시에 녹여 관우상을 주조하려 했다. 그러나 다 이뤄지지 못하고 깨어져 감관 한빈(韓斌)과 조선의 동장(銅匠)들이 힘을 합쳐 구리 3백여 근을 더 모아 녹여서 만들어 여러 모로 중국적 요소가 강하게 남아 있다.
완성된 금동관우상은 높이 2.5m에 1톤 무게에 육박하는 거작이며, 조선시대에 제작된 관우상 중 금동으로 제작된 유일한 예이다. 얼굴과 몸체는 비교적 양감이 풍부하다. 눈은 봉황을 닮아 부리부리하게 위로 치켜 올라갔고, 흰자 위에는 호분을 칠했으며 눈동자에는 반짝이는 까만 구슬을 박아 넣었다. 코는 두툼하고 입은 꾹 다물어서 강한 의지를 엿볼 수 있다. 관우의 특징인 아름다운 수염은 말총으로 만들어 코밑에 홈을 파고 끼워 넣어 무릎까지 길게 내려온다. 관우는 오른손을 얼굴까지 들어 올려 수염 한 가닥을 쓰다듬고 있으며, 배를 불룩 내밀고 가슴과 허리에 이중띠를 매고, 다리를 벌리고 용상에 앉은 의좌형(椅座形)의 자세이다.
이러한 의좌상의 관우상은 관우에 대한 추숭(追崇)에 적극적이었던 송대의 도상에서는 확인되지 않으나 그 영향을 받은 금(金)과 서하(西夏)의 <의용무안왕(義勇武安王)> 판화로 확인된다. 관우의 얼굴, 자세, 복식 등이 거의 유사한 것으로 미루어 보아 송대에 형성된 관우의 도상이 금과 서하까지 전파되어 중원 문화가 영향을 끼쳤음을 알 수 있다.
따라서 1600년 조선에 파견되어 1602년 동관왕묘를 조영하였던 명나라 감독관 또한 중국에서 널리 유행하였던 관우의 도상을 충분히 알고 있었을 것이다. 더욱이 그가 활동하던 명말 만력 연간에는 신종황제가 북방에서 위세를 떨치던 후금(후일 청)의 세력을 관우의 영험으로 막고자 해주 관제묘를 1593년에 조영하는 등 관제묘를 곳곳에 세웠다. 이것이 동관왕묘의 관우상을 조성하는 배경이 되었을 것이다.
중국인 기술자 한빈 또한 관우의 도상을 충분히 알고 있어, 그의 감독을 받은 동관왕묘 관우상에 이러한 경향이 적극 반영되어 있다. 곧 관우의 복식은 실제 무장이 갑옷을 착장한 듯 격식을 갖추고 있다. 머리에 쓴 복두는 모부(帽部)가 2단으로 턱이 져 앞이 낮고 뒤가 높으며 각(角)은 아래로 늘어뜨려져 있다. 이마 위 복두 중앙에는 수정을 박았고, 복두 위에는 천을 둘러 나비처럼 묶고, 목 아래에 끈을 묶어 고정시키고 있다.
동관왕묘 금동관우좌상의 갑옷은 덧입은 포(袍) 안쪽으로 딱 벌어진 가슴 부분에는 산자문(山字紋)으로 엮은 철갑편(鐵甲片)의 갑옷을 착용하였고, 포 위로 속갑반(束甲絆)을 묶었으며, 수염을 만지려고 들어 올린 오른쪽 팔목에 의해 양 팔목에는 호견(護臂)를 착용했음을 알 수 있다. 양 허리에는 포(袍) 위로 포두(袍肚)를 찼고 이것을 고정시키고자 쌍대구피대(雙帶鉤皮帶, 혹은 笏頭帶)라고 부르는 가죽 허리띠를 둘렀으며 다시 포를 고정시키고자 비단천으로 만든 백대(帛帶)를 둘러 이중 허리띠를 찬 것처럼 묘사되었다. 용상 위에 두 다리를 벌리고 앉아 오른쪽 무릎에서 포를 걷어 올림으로써 그 아래쪽 퇴군(腿裙)이 보이며, 그 안쪽으로 결고포(缺胯袍)가 펄럭이고, 정강이에는 경갑(脛甲)을 두르고 발에는 운두오피화(雲頭烏皮靴)를 신은 모습이 확인된다.
이처럼 관우상은 당나라 때부터 유행한 고식(古式)의 갑옷을 안쪽에 입었으며 이는 그 위로 양 어깨부터 무릎까지 내려오는 포(袍)를 몸에 꽉 끼게 겹쳐 입는 <창흉관포(敞胸寬袍)형갑옷>의 명대 무장 형식이 가미되어 있다. 이러한 모습의 중국 관우상은 해주 관제묘의 춘추루(春秋樓) 1층의 <관우융복도금소조상(關羽戎服鍍金塑造像)>과 가장 닮아 있다. 다만 이 관우상은 도금을 했기 때문인지 얼핏 보면 금동상처럼 보이지만 실제로는 소조상이고, 제작시기는 동관왕묘 금동관우상보다 늦다. 중국 해주 관제묘의 관우상의 도상은 동관왕묘의 것과 거의 비슷한 명대 도상을 기본으로 하고 있으나, 얼굴이 살찌고 눈이 쭉 찢어져 올
라가고 배가 불룩 튀어나온 모습에서 시기가 내려가는 청나라 말기의 연극화된 관우상에 영
향을 받은 것을 알 수 있다.
따라서 동관왕묘 금동관우좌상은 17세기 초 1601년에 완성된 절대연대를 가지고 있는 조선 최대의 금동관우상으로서 역사적 가치가 크다. 이렇게 동관왕묘 금동관우상을 제작할 때 중국 기술자에 의해 선진 조각 기술이나 세부 조각 요소가 조선에 직접 영향을 주어 한중 장인이 함께 제작한 것에서도 의미가 있다. 더욱이 동관왕묘 금동관우좌상은 청대 18～19세기에 중수된 해주 관제묘 소조관우좌상의 원형으로서 한중 조각사적 의미 또한 매우 크다고 할 수 있다.

### 동관왕묘 소조시녀입상(東關王廟 塑造廟侍女立像)
동관왕묘 관우상 양 옆에는 높이 187cm로 등신대에 가까운 소조로 만든 시녀상 2기가 마주보며 시립(侍立)해 있다. 이 시녀상들은 복두를 쓰고 조복을 입었고 서쪽 시녀는 ‘한수정후지인(漢壽亭侯之印)’이라는 글귀를 새긴 인새함(印璽函)을 들고, 동쪽 시녀는 관우의 상징인 『춘추』를 받쳐 들고 있다. 시녀상들의 얼굴은 통통하게 살이 올랐고 가는 눈썹에 잔잔한 미소를 띠고 이목구비가 단정하다. 둘 다 어깨에 화려한 운견(雲肩)을 덮었고, 무릎까지 내려오는 긴 포를 입었으며, 아래에는 치마[裳]를 입고 목이 긴 목화(木靴)를 신었다. 동쪽 시녀상은 붉은 색 조복(朝服) 위에 녹색 띠를 둘렀고, 서쪽 시녀상은 녹색 옷 위에는 붉은 띠를 둘러 보색대비가 되고 있다. 가슴에는 흉배를 붙이고, 허리에는 포두(袍肚)를 두르고 이것을 고정시키고자 옥대(玉帶)를 둘렀으며, 앞쪽에 폐슬을 늘어뜨리고 비단띠[帛帶]를 나비처럼 묶었다. 양 옆에는 패옥(佩玉)을 찼으며, 뒤쪽으로는 후수(後綬)를 늘어뜨리고 있다. 신체를 감싼 복식이 온 몸의 윤곽선을 따라 흘러내려 고요하면서도 절제된 표현을 하고 있다.
국내 관왕묘 중 시녀상이 있는 경우는 동관왕묘가 유일하며, 중국 내 관제묘에서도 매우 드문 경우이다. 다만 청대에 중건된 해주 관제묘의 전각 내 감실 여러 곳에 시자상이나 시녀상을 발견할 수 있어 동관왕묘와 해주 관제묘의 친연성을 확인할 수 있다. 곧 춘추루 감실 내 <관우융복상(關羽戎服像)> 좌우에는 늠름한 시자상을 세웠고, 숭녕전 감실 내 <관우면복상(關羽冕服像)>에는 시녀상을 세웠다. 그러나 동관왕묘 감실 내에는 시녀상을 세움으로써 중국과 다른 방식으로 배치했음을 알 수 있다.
이와 같이 중국 해주 관제묘에 배치된 시녀상은 시대가 내려가는 청대에 중건된 것임에도 당송대에 제작된 고식(古式) 시녀상에 가깝고, 동관왕묘의 시녀상은 명대에 유행한 복잡한 장식을 차용한 시녀상과 유사함을 알 수 있었다. 이로 미루어 동관왕묘와 해주 관제묘의 시녀상은 각기 다른 모본(模本)이나 화본(畵本)을 보았을 가능성을 배제할 수 없다. 곧 복두를 쓰고 조복을 갖춘 시녀의 기본 복장은 당대 남장 여인의 모습에 연원이 있지만, 이국적인 운견(雲肩)을 두르고 폐슬이나 패옥 등의 각종 장식을 착용하여 화려하게 묘사한 명대 시녀상의 새로운 경향이 1601년 동관왕묘를 완공할 때 관우상 앞 시녀상에 반영된 것이라 여겨진다.

### 동관왕묘 소조배위입상(東關王廟 塑造拜位立像)
관우는 중국에서 무성으로 추앙 받고 왕에서 황제, 그리고 신의 위치까지 승격시킨 실존인물이다. 이러한 관우를 모신 관왕묘는 묘사건축의 일종이어서 그를 옹위하기 위해 배위상(拜位像)을 세우는데, 관평, 주창, 왕보, 조루 네 사람이 그들이다.
첫째, 관평소조상은 관우의 첫째 아들로서, 그의 도상은 관우의 봉호가 새겨진 인새함을 보자기에 싸서 받든 모습이다. 동관왕묘 관평소조상은 높이 234cm이고 신체는 6등신이나 얼굴은 잘 생긴 흰 얼굴에 표정이 온화하고 기품이 있으며 안정된 자세와 단아한 모습을 하고 있다.
관평은 머리에 책(幘)이라 부르는 복두 형식의 관모를 쓰고 있다. 책은 앞의 각(角)이 마치 토끼의 귀처럼 삐죽이 솟아 나와 있는데, 이런 모자는 송나라 사자(使者)들이 쓰는 것이다. 그는 목 주위가 둥근 단령포(團領袍)를 입었고 속에는 저고리와 희색 바지를 입고 있다. 조복의 가슴에는 큼직한 녹색 흉배를 부착하여 붉은 조복과 보색대비를 이루고 있다. 허리에 포두를 두르는 것은 앞에서 살펴본 바처럼 송대에 유행하던 경향이다.
둘째, 주창소조상은 높이는 242cm이고, 들고 있는 청룡언월도(靑龍偃月刀)의 창끝까지 합치면 무려 344cm이다. 주창은 얼굴이 검고 구레나룻 수염이 길게 뻗쳐 있으며, 용맹한 부장답게 얼굴이 부리부리하다. 그는 왼손으로 주군인 관우의 청룡언월도를 꽉 잡고 있으며, 소매와 뒤 옷자락이 바람에 휘날려, 작품 전체에서 공간감을 풍부하게 하고 있다. 사실적인 조각에서 공간감을 확보하기 위하여 다리와 팔을 벌린다든지 옷자락을 펄럭이게 해야 되지만, 그 만큼 조각 작업이 어렵고 숙련된 조각가가 아니면 작업하기가 힘들다. 주창은 입자형(笠子形) 투구에 완전무장한 갑옷을 입고 수삼(綉衫)을 걸쳤는데, 이는 당나라 때 유명한 무장인 <설인귀(薛仁貴) 화상>에서 보이는 것과 유사하다. 이처럼 주창이 입은 갑옷의 형식이 나 청룡언월도는 삼국시기에는 존재하지 않고 송대에 비로소 전형화된 무기라는 점이 주목된다.
셋째, 왕보소조상은 주창 옆에 서 있으며, 높이가 227cm이다. 온화한 문신 복장의 노인 형상을 하고 있는데, 해주 관제묘의 왕보상과 마찬가지이다. 손에 든 검이 몸체에서 빠져 분리되어 있다. 왕보는 배위상으로는 보기 드물게 웃고 있으며, 수염이 단정하고, 안면의 살색도 희며, 의관도 문신복으로 잘 갖추어져 있다. 머리에 쓴 오사모(烏紗帽)에는 꽃을 장식하였는데, 이는 명나라 시기의 전형적인 문신이 착용하는 것과 일치한다. 복식은 단령의 조복을 입고 가슴과 등에는 호랑이 두 마리가 있는 흉배를 달아 문관이면서 무관인 왕보의 면모를 나타냈다. 또한 허리에 관대를 맨 외에도 가슴 위쪽에도 속갑반을 두르고 허리에는 각대(角帶)를 두르는 등 중국 송대 이후 명나라 복식에서 유래된 것이 혼합되어 있다.
넷째, 조루는 전사한 무장이기 때문에 용맹한 모습으로 나타낸다. 조루소조상은 끝이 세 갈래로 갈라진 창을 들고 있는데, 이것은 북송 때부터 비로소 사용되기 시작한 병기 중 하나인 ‘삼첨양도창(三尖兩刀槍)’이다. 매우 독특한 이 창은 송대 이공린(李公麟)이 당나라의 곽자의(郭子儀)를 그린 <면주도(免冑圖)>에서 화면 오른쪽 뒷사람이 든 지물로 확인할 수 있다. 따라서 이 창의 기원은 당나라 장수가 사용하던 것이고 관우와 시위 장군상의 도상에 당대 갑주나 병기들을 차용한 것을 알 수 있는 사례이다. 조루의 얼굴은 다른 세 기의 조각상과 달리 비현실적인 험상궂게 세 개의 뿔이 머리에 장식처럼 솟아있다. 하지만 그의 갑옷 또한 주창의 것과 마찬가지로 당나라 장수인 설인귀가 갑옷 위에 수삼(綉衫)을 덧입는 송대 형식이며, 갑옷의 전면은 산자문(山字紋)의 철편으로 꿰어 입고 발에는 목이 긴 목화를 신고 있다.
이처럼 동관왕묘에 조영된 배위상은 모두 삼국지에 등장하는 실존 인물들이다. 이들 소조배위상 4구가 착장한 갑옷, 창검 및 지물 등을 통해 볼 때 관우 숭배가 널리 확산된 당송대에 확립된 고식(古式) 도상 위에 세부적으로 명나라적인 요소가 일부 가미되어 있는 것을 알 수 있다. 따라서 이들 배위상은 1601년에 완성된 절대연대를 가지고 있을 뿐 아니라 17세기 초 소조상 양식을 잘 반영하는 우수한 작품임을 알 수 있다.

### 북관왕묘 소조관우좌상(北關王廟 塑造關羽坐像)
‘북관왕묘 비’에 의하면 북관왕묘는 고종과 민왕비가 1883년 내탕금을 내어 조성했음을 알 수 있다. 고종은 재임 중 이곳을 17회 찾을 정도로 애착을 갖고 원당처럼 여겼다. 그러나 1908년 향사이정에 관한 칙령으로 인해 북관왕묘가 폐사되면서 이곳의 감실과 조각상은 1910년 동묘로 옮겨 동관왕묘 당가의 오른쪽 공간에 배치하게 된 것이다.
북묘의 관우좌상은 높이가 2.16m로 동관왕묘 관우좌상보다 작으나 머리 위에 모자 모양의 일산(日傘)을 씌움으로써 상당히 커 보인다. 이 관우상의 조각기법은 특이하여 신체는 소조로, 머리 부분은 목제로 제작했다. 더욱이 목제의 얼굴은 깊이 있게 조각한 다음 검붉은 옻칠로 마감해 대추빛 같이 붉은 관우의 얼굴을 닮아 있어 ‘생시관우상’이라는 명칭으로 불리기도 하였다.
북관왕묘 관우상의 신체는 소조인데, 목심으로 기본 골격을 갖추고 여기에 팔, 다리 등 뻗어나온 부분에 따로 나무로 연결하여 세부를 대충 만들었다. 그 다음에 왕골을 감아 볼륨감을 나타내고 그 위에 짚을 섞은 점토를 발라 표면을 완성하는 방법으로 제작하였다. 그 점토의 표면에는 석회를 바른 후 채색을 하여 마무리 하였다. 신체 위로 갑옷을 입은 다음 용포를 입었는데, 용포는 뇌록색으로 칠하였고 속의 갑옷은 금빛의 산자문으로 되어 있다. 용포의 양 어깨에는 황색의 사조룡보(四爪龍補)를 붙였고, 가슴과 배에는 붉은 색 여의주가 그려진 흉배를 착용하고 있다. 도상학적으로 볼 때 관우는 관왕으로 추숭되었으므로 가슴과 등 및 양 어깨에 원형 보를 붙여야 하지만, 충성스런 신하의 상징이기도 하여 가슴과 등에는 신하의 상징인 흉배를 두어 살아 있는 왕보다 한 단계 낮추어 표현한 것으로 여겨진다.
이처럼 북관왕묘의 소조관우상은 1883년 남관왕묘의 관우상을 모본으로 하며 목제 조각과 소조가 결합된 특이한 방식으로 제작한 조선말기의 대표 조각이다. 엄청난 규모의 크기에 두 손을 앞으로 모으는 공수의 자세를 하고 용상 위에 앉아 있는 의자상이다. 얼굴은 용맹한 무사의 품격을, 신체는 당당한 관왕의 위용을 드러내고 있다.

### 북관왕묘 소조배위입상(北關王廟 塑造拜位立像)
북관왕묘를 만들던 1883년 남관왕묘를 참고하였기 때문에 배위상들의 모본도 남관왕묘의 것이라 여겨진다. 이들 조각상들은 1908년 향사이정에 관한 칙령에 의해 북관왕묘가 1901년 동관왕묘에 합사될 때 함께 옮겨져, 현재 동관왕묘 정전 오른쪽 북관왕묘 감실 밖에 배치되어 있다. 이들 배위상의 형상이나 제작기법은 같은 소조이면서 동관왕묘의 것과 약간 다르다. 동관왕묘의 소조상들은 속이 꽉차게 점토를 채워 넣었지만 북관왕묘의 것들은 속이 많이 비어 있어 무게가 가볍다. 북관왕묘 소조배위입상은 목심을 만들어 형태를 대강 만든 후 왕골이나 대나무발을 이용해 몸체를 비슷하게 만드는 방법으로 제작되었다. 그런 다음 짚을 섞은 점토로 형상을 만들고 나서 석회를 1~2cm 정도 바르고 그 위에 모시천을 발라 안정시킨 다음 다시 석회로 표면을 잘 다듬은 후 채색을 하여 마감하였다. 그러므로 속에는 빈 공간이 많아 무게감은 줄어들게 되었다.
북관왕묘 앞 네 명의 배위상들은 모두 등신대 이상이며 얼굴과 신체의 비례가 적당하고 체구는 당당하다. 복부가 튀어나와 입체감을 조성하고 있으며, 동관왕묘에 비해 옷이 바닥면에 닿아 안정감을 도모한다. 무게가 가볍고 이동하기가 편리한 것이 특징이다. 다만 조각 기술이 관습적이고 토속적인 느낌을 준다.
동관왕묘의 조각상이 옷자락이 펄럭거린다든가 다리를 벌리는 등 공간을 활발하게 하면서 무게를 분산시키는 반면, 북관왕묘의 조각상은 안정감을 위하여 아랫부분을 넓게 만들어 전체 모양이 삼각형이 되게 하거나 군데군데 옷자락 끝이 바닥에 닿게 하여 안정감을 높이고 있다. 각 조각상들의 얼굴들은 눈이 크고 둥글며 볼살이 많고 하관이 벌어져 있으며, 각각의 용모는 개성이 없고 모두 배를 앞으로 불룩 내밀고 있다.
관평소조상은 관우와 가장 가까운 곳에서 관인함을 들고 서 있다. 높이는 196cm로 가장 작고 얼굴이 검붉으며, 큼직한 코와 동그란 눈이 상당히 과장되어 있고, 다른 상과 마찬가지로 눈에는 검은 돌을 박아 생기있게 하고 있다. 투구는 종 모양이고 붉은 상모로 장식하였으며, 복식은 전체적으로 푸른색 안료로 칠한 다음 붉은색, 금색 안료로 세부를 장식하였다. 조각상들은 두께 10cm 정도의 목판 위에 놓여 있는데, 신발도 목제로 만들었으며, 처음에는 그 위에 가죽을 붙였던 흔적이 있다.
주창소조상은 키가 242cm로 큰 편이며 양감이 풍부하다. 눈은 부리부리하여 매우 강인한 인상을 주고 있으며, 입꼬리가 살짝 올라가 미소를 짓는 것 같다. 오른 손으로 주창의 표지인 청룡언월도를 들고 있으며, 위엄에 찬 모습을 하고 있지만 어딘지 둔중한 느낌이 든다. 갑옷은 비교적 세밀하게 표현하여 팔뚝에는 굉갑을, 허리에는 포두를 둘러 가슴쪽에 속갑반으로 묶고, 허리는 가죽띠로 둘렀다. 불룩 튀어나온 배에는 화려한 천 위에 도깨비 문양의 장식을 달았다.
왕보소조상은 높이가 249cm로 비교적 큰 편이며 체구가 장대하다. 다른 조각에 비해 균형있는 얼굴에 수염이 단정하게 칠해져 있다. 왕보의 복식은 붉은 색 위주로 매우 화려하고 섬세하게 표현되어 있다. 왕보가 머리에 쓴 투구는 조선 후기 투구 모양이나, 두 손을 앞으로 내밀고 받치고 있는 관우의 투구는 송나라식이다. 이로 미루어 조각상의 양식이 중국식에서 점차 조선식으로 이행되어 가는 과도기적 양상을 엿볼 수 있다.
조루소조상은 신장 224cm로 피부색은 살색으로 보다 현실감이 있다. 조루는 관우의 검을 받쳐 들었는데 다른 조각에 비하여 허리가 들어가고 엉덩이 부분은 약간 나왔으며, 그 아래로 좁아지는 듯하다가 밑으로 벌어지게 표현되어, 둔중한 다른 조각상에 비하여 신체에 약간의 리듬감을 부여하고 있다. 그가 들고 있는 칼은 칼자루와 칼집에는 운문, 화문, 용문이 정교하게 시문되어 있다. 금박의 흔적이 있고 칼자루에는 붉은 색 유소장식이 있으며, 칼집에는 붉은 바탕에 흰색 점무늬를 찍어 사어피(鯊魚皮) 무늬를 나타내는 등 실물을 보고 제작한 경향이 엿보인다.
이처럼 북관왕묘의 배위상은 동관왕묘에 비해 조각적인 기술이나 솜씨가 떨어지는 것으로 보여지나, 중국식에서 벗어나 점차 조선식으로 변화하는 양태를 엿볼 수 있다.

### 서관왕묘 감실 및 목조관우, 유비, 장비좌상(西關王廟 龕室 및 木造關羽, 劉備, 張飛坐像)
동관왕묘 정전의 왼쪽 벽에는 의자에 앉은 세 구의 목조각상을 모신 특이한 감실이 있다. 이것은 본래 1902년 왕실 발원의 숭의묘[서관왕묘]에 조성되어 있던 것이지만, 1908년 향사이정에 관한 칙령을 내린 다음 해인 1909년 4월 10일 동관왕묘로 합사될 때 옮겨진 것이다.
감실의 구조는 상중하 3단으로 이루어져 있다. 동관왕묘나 북관왕묘의 감실과 기본 구조는 같으나, 독립형이어서 규모가 작은 편이고 세부 문양이나 장식은 더 화려한 편이다. 이 감실은 현재 동관왕묘 정전 주실의 왼쪽 협간 벽에서 가장 앞쪽에 배치되어 있다. 이 감실은 총 높이 262.5cm, 폭 225.5 × 89cm로 동관왕묘 내 독립형 감실 중 가장 크다. 아울러 이 감실의 내부에는 용상 위에 앉은 관우상, 유비상, 장비상이 봉안되어 있어 눈에 띈다.
서관왕묘 감실은 3단 구조로 되어 있다. 기단부에 해당되는 목조 좌대가 여러 단 있고, 중단부에는 좌대 위에 감실장이 설치되어 있고, 상단부에는 운궁형 닫집을 올리고 있다. 이 감실은 전형적인 운궁형 목조 감실이면서, 감실 내에 3구의 초상조각을 배치하여 횡으로 긴 장방형으로 되어 있다. 한편 서관왕묘 감실에 표현된 문양은 닫집의 여모와 적첩 문양을 제외
하고는 거의 모란당초문(牧丹唐草文)으로 통일하고 있다. 그러나 같은 형식의 모란당초문임에도 위치에 따라 약간씩 문양에 변화를 주어 안정감 있으면서도 단순하거나 지루하지 않게 표현하였다.
이처럼 서관왕묘 감실은 1902년에 고종황제가 대한제국 황실의 안녕을 기원하며 중건한 경운궁[현, 덕수궁] 중화전과 마찬가지 솜씨를 발휘하여 제작한 우수한 감실이라는 것을 알 수 있었다.
이러한 서관왕묘 감실 안에는 세 구의 조각상이 있는데, 모두 그 크기가 작은 목조상이며 모두 용머리를 장식한 용상에 않아있고 세부 의장을 통해 볼 때 최고의 솜씨로 조영한 조각상들로 여겨진다.
이들 조각상들의 동체(胴體)는 통나무를 깎아 만들었는데, 팔과 다리 일부는 다른 나무토막에 조각을 하여 결합시킨 것이다. 마치 마네킹처럼 팔을 뺄 수 있게 만들었으며, 이러한 제작방식은 원형의 통나무 토막에 조각을 한 것이다. 뻗어 나온 손과 팔이 있을 경우 훨씬 굵은 나무가 필요하기 때문에 생긴 일이거나 파손이 되어 보수하면서 그렇게 된 것 같다. 3기의 조각상은 앉는 자세가 제각각이다. 장비는 평좌에 양반다리를 하고 앉아 있으며, 유비는 의좌상이고, 관우도 의좌상이나 발이 앞으로 나와 있다.
이들 세 구의 조각상은 작은 목조로 한말의 민속적 또는 불교적 풍취가 있고, 중국의 복식이나 의물을 전혀 고려하지 않은 채 조선식으로 변모하고 있다. 이들 작품에서 눈에 띄는 것은 바로 그들이 앉아있는 용상(龍床)이다. 용상의 답장(踏掌)에는 용무늬를 비롯한 각종 문양을 넣은 화문석을 놓았으며, 주칠한 용상의 조각과 장식도 뛰어나 역시 왕실 작품임을 짐작케 한다.
서관왕묘에서는 관우보다 유비가 주존이 되어, 유비상의 크기를 가장 크게 만들었다. 한편 관왕으로 추존된 관우는 높이 69cm로 가장 작은 형태이나 황금빛 익선관이나 화려한 붉은색 복식에서 가장 공들여 만들었음을 알 수 있다. 또 손에 춘추를 들고 있어 관우 도상을 충실히 재현했음도 엿볼 수 있다. 그러나 의복의 주름 등을 음양각으로 처리하지 않고 채색만으로 표현하여 조각의 완성도를 떨어뜨리고 있다.

### 보정대사감실 및 소조보정대사입상(普淨大師龕室 및 塑造普淨大師立像)
보정대사상은 동관왕묘 정전 뒷문 쪽에 위치한 궁륭형 감실 안에 위치해 있다. 원래 이 조각상은 1902년에 완공된 서관왕묘에 있던 것으로, 모든 관왕묘를 동관왕묘에 합사하던 시기에 서관왕묘에서 옮겨온 것으로 추정된다.
보정대사의 감실은 동관왕묘 정전 내에 안치된 목조 감실 중에서 가장 규모가 작고, 다포계 공포가 설치된 전각형(殿閣形) 목조 감실이다. 동관왕묘 내 다른 감실들은 모두 관왕을 봉안하는 것이지만, 이 감실은 보정대사(普淨大師)라는 스님을 봉안하기 때문에 구조나 문양 등에서 격이 낮추고 있다. 다만 감실의 형태가 스님을 모신 가마와 같은 독특한 모양을 한 것이 특징이다. 보정대사 감실은 지붕이 궁륭형이고, 지붕 아래 포작을 다포형식으로 제작하였다. 그리고 평방 아래 4개의 방형 기둥으로 이뤄져 있고, 감실 하단에 4면으로 계자난간을 두르고 있다. 이처럼 보정대사 감실은 감실 내부를 한옥의 전각으로 조영하였고, 그 내부에 보정대사 입상을 안치하고 있어 외부에서 보면 마치 정자(亭子)나 가마[輦] 안에 스님이 있는 것처럼 보인다.
보정대사상은 소조상의 입상으로 제작되었는데, 한 변 80cm의 화강암제 방형대좌에 올려 있으며 높이는 120cm이다. 이 상은 다른 것과는 달리 얼굴을 희게 칠했고 머리와 눈썹, 입술, 의상 등을 채색하였다. 이는 사찰의 나한상과 흡사하여 불교조각가 집단에서 제작된 것으로 보인다. 보정대사는 두 손을 배 앞쪽으로 모으고, 고개를 약간 숙이고 있는 모습이다. 그런데 평소 흰색의 고깔과 의상을 입고 있을 때에는 조각적 면모를 보기 어려웠으며, 현재는 제거된 상태이다.
보정대사상의 제작기법은 북관왕묘 소조배위상들의 제작기법과 대체로 같으나, 배위상들이 호위를 위해 움직임이 많은 편인데 비해 대사상은 정적이어서 조각적인 차이성이 엿보인다. 전체적으로 어깨를 편안히 내리고 두 손을 배 앞 쪽으로 모으고 있는 형태이다. 이 상은 다른 소조상에 비해 채색에 사용된 색이 단조롭고 아무런 문양이 없으며 옷의 주름도 적은 편이다. 사찰의 나한상과 흡사한 형태를 하고 있다.

### 동관왕묘 일월오봉도(東關王廟 一月五峰圖)
일월오봉도는 동관왕묘 감실 내 금동관우좌상의 용상 뒤쪽 벽면에 배치되어 있다. 일월오봉도는 일월오악도(日月五嶽圖), 곤륜도(崑崙圖)로도 불리며, 한국에만 있는 독특한 궁중장식화이다. 그림의 주제는 하늘 아래에는 다섯 개의 산봉우리가 있고, 골짜기에 폭포수가 흘러내리고, 산 아래에는 격랑이 이는 파도가 그려져 있으며, 화면 양 끝에는 붉은 가지의 소나무가 두 그루씩 서 있다. 이처럼 하늘에 떠있는 해와 달은 음양(陰陽)을, 다섯 봉우리는 오행(五行)을 나타내고 우주의 생성과 변화를 대변하는 주인공으로 국왕을 상징한다.
동관왕묘의 일월오봉도는 여러 특징이 있다. 첫째, 일반적인 일월오봉도에서 해와 달은 다섯 개의 봉우리 중 오른쪽 두 산 사이에 붉은 해가, 왼편 두 산 사이에 흰색의 달이 자리 잡는다. 그러나 동관왕묘 오봉도에서는 중앙의 산봉우리 좌우에 해와 달이 위치하고, 붉은 해와 흰 달의 위치도 좌우가 바뀌어 붉은 해가 왼쪽에 흰 달이 오른쪽에 그려져 있다.
둘째, 동관왕묘의 일월오봉도의 구도는 좌우 대칭적이면서 배치된 경물이 비교적 적다. 그러면서 전체 그림이 매우 단정하고 정적이며 종교적 엄숙함마저 느끼게 한다. 그것은 필세의 태세나 필선의 강약이 없이 일정하게 그려져 있기 때문이다. 처음부터 끝까지 붓끝을 흐트러뜨리지 않고 붓 중심이 필선의 가운데를 지나가게 중봉을 유지하는 방식으로 그린 공필화의 일종이다.
셋째, 여러 화원이 한꺼번에 참여한 공동작품으로, 그림의 초안이 약간씩 어긋나고 좌우를 연결한 화폭마다 색상의 색감이나 처리가 약간씩 다르게 되어 있다.
넷째, 동관왕묘의 일월오봉도는 세로 259cm×가로 490cm로 현존하는 일월오봉도 중 최대의 크기이다. 더욱이 일반적인 병풍이 6폭, 8폭, 10폭 등 짝수로 제작되는 데 비해 7폭 병풍으로 제작되어 있다. 바탕의 천은 명주이고, 7폭의 배첩은 각 폭마다 경첩을 달아 고리로 고정시킨 독특한 방법을 구사하였다. 양식적으로 18세기의 화풍을 엿볼 수 있다.

### 동관왕묘 구룡도(東關王廟 九龍圖)
동관왕묘 구룡도는 일월오봉도의 뒷벽에 붙어 있다. 용을 아홉 마리 그린 ‘구룡도’는 중국인들에게 특별하다. 그들에게 ‘9’는 양(陽)의 숫자 중 가장 크기 때문에 좋아하는 숫자가 된다. 그래서 북경 자금성은 아홉 마리 용이 지킨다고 해서 성문도 아홉이고, 아홉 마리 용이 조각된 구룡벽을 세웠다. 마찬가지로 명나라 때 관우가 황제로 승격하면서 해주 관제묘에도 입구에 구룡벽을 쌓았다. 이로 미루어 동묘에도 구룡벽 대신 구룡도를 그려 안치한 것이다.
구룡도는 첫째, 구룡 모두 발톱이 다섯 개를 지닌 오조룡을 묘사하고 있다. 둘째, 묘사는 선묘로 간일하고 단순하게 처리하고 있다. 전형적인 공필화 기법으로 묘사했음을 알 수 있다.이러한 선적인 처리로 인해 용은 형태가 단순해지면서 평면적이며 단정한 느낌이 강하게 든다. 셋째, 선명한 색채를 가지고 있다. 이는 구룡도 앞쪽을 일월오봉도 병풍이 가리고 있어 공기와 먼지가 차단되고 색상의 변화도 거의 없는 등 보존이 매우 잘되어 있다. 넷째, 구룡도의 주조색은 황색이고 제한된 색으로 칠하여 조화롭다. 구룡 중 백룡 1마리와 청룡 1마리를 제외하고 모두 황룡으로 표현한 것이 특징이다. 중국의 경우 오방색으로 비교적 다채롭게 용을 표현하는데 비하여, 동묘는 황토색을 주조색으로 고상한 분위기를 나타내고 있다. 다섯째, 중국 구룡도의 용은 한 마리씩 따로 위치해 있는데 비해 동관왕묘의 구룡은 서로 자연스럽게 엉켜있는 점이 특징이다. 여섯째, 용그림은 매우 섬세한 세필로 그린 공필화(工筆畵)로 선묘를 하고 채색을 엷게 하였다. 이들 용들은 일견 무질서하게 보이나 실제로는 조각상 뒤의 황룡은 앞을 향해 보고, 주위의 용들은 시선을 중앙 즉, 관우상을 향하고 있어 화면 의 집중감을 꾀하고 있다.
이 구룡도가 뛰어난 점은 아홉 마리의 용들이 거대한 화면 속에 자유롭게 배치되며, 아래쪽에는 출렁이는 물결과 그 위로 피어 오르는 구름들이 화면을 가득 채운 사이에 용들이 자유자재로 비상하는 점이다. 이와 같이 복잡한 화면을 가득 채운 그 짜임새 있는 구성도 뛰어나지만 황, 적, 청, 백, 흑색의 용들이 서로 겹치지 않게 배치한 것을 보아도 뛰어난 기량을 가진 화가의 솜씨임을 알 수 있다. 더욱이 구룡도 상단에는 앞쪽에 배치한 일월오봉도를 고정시키기 위한 못 자국이 3번 이상 있는 것으로 미루어, 구룡도의 제작시대는 일월오봉도보다 올라가는 17세기 경으로 추정된다.

### 동관왕묘 내삼문 판벽화(東關王廟 內三門 板壁畵)
내삼문은 중문이라고도 하며, 정면 3칸, 측면 4칸의 팔작지붕으로 정전과 일직선 상에 위치하여 동관왕묘에서 정전 다음으로 정성들여 만든 건물이다. 기둥은 1단으로 장대석을 쌓아 사면을 둘렀고, 바닥에는 전돌을 깔지 않았다. 지붕 위에는 취두를 두고 추녀마루에 잡상을 두 개 놓았으며, 사래 끝에는 토수를 끼워 고급 건축으로서의 면모를 갖추고 있다. 문의 가구는 2고주 7량이며, 전 후로 퇴를 구성했고 전면 고주에는 매 칸마다 판문을 두었다.
이 내삼문의 동문 위쪽의 판벽에 벽화가 배치되어 있다. 판벽은 5쪽으로 나뉘어 있으며 먹선과 분선으로 사각형의 테두리를 두른 안쪽에 희미하게 짙은 청룡이 그려져 있다. 청룡은 4조룡이며 상하에 위치한 만(卍)자형 구름을 발로 딛고 화면 가득히 M자형의 형태로 배치되어 있다. 청룡은 오른쪽 앞을 향해 눈을 크기 부라리고 입을 벌린 채 왼발을 들어 바깥쪽에 있는 여의주를 잡으려는 모습이 생동감있게 묘사되어 있다. 청룡도의 전체적인 도상적 특징은 18세기 『산릉도감의궤』에 그려진 사신도의 청룡과 시대적 친연성을 보인다. 동문 위 청룡으로 미루어 맞은편 서쪽 판벽에는 백호가 그려져 있었을 것으로 여겨지나 현재는 아무것도 확인되지 않는다.
한편, 내삼문 안쪽 아래쪽에는 좌우 각각 2개씩 총 4개의 판벽이 있다. 이곳도 청룡도벽화처럼 6개 내지 7개의 좁고 긴 판을 잇대었으며 먹선과 분선으로 사각형의 테두리를 두른 안쪽에 벽화를 그려 넣었다. 벽화의 주제는 주악행렬도이다. 4개의 판벽마다 각각 7명의 인물이 제각기 악기나 의장을 들고 있는 모습을 그려 넣고 있다. 그들의 머리에 쓴 모자는 고깔 형태와 벙거지 형태로 구분된다. 그들의 의복은 바지 저고리에 전복을 입고 허리띠를 띤 모습을 하고 있으며, 목이 긴 목화를 한 명을 제외하고 대부분 버선 위에 목이 짧은 혜를 신은 것이 공통된다. 벙거지를 쓴 인물들은 악공들로서, 들고 연주하는 악기는 북이나 징, 꽹과리, 그리고 날나리와 태평소 등이다. 반면 고깔을 쓴 사람들은 손에 홀을 들거나 의장용 칼을 차거나 깃발을 들거나 각종 의물을 들고 있는 것을 알 수 있다.
이러한 주악인물상이 묘사건축에 벽화로 그려진 것은 처음 발견되는 것으로 미술사적 가치가 매우 높다. 18세기 영정조 시대에 국왕이 왕릉을 행행할 때마다 이곳 동관왕묘에 들러 군례가 행해지던 당시의 풍습을 그린 것으로 추정되어 흥미롭다.

### 충진사 감실(忠眞社 龕室)
충진사 감실은 동관왕묘 소장 감실 중에서 가장 화려하고 보존상태도 매우 양호하다. 이 감실은 연꽃잎의 한 쪽이 나선형으로 꼬부라져 감긴 듯이 표현된 파련문(波蓮文)이 조각되어 있는 것이 특징이다. 이러한 화려한 의장과 뛰어난 조형감각으로 인해 이 감실은 비교적 고식(古式)을 유지하고 있으면서도 고종대에 조형 의장과 기술로 제작된 것으로 여겨진다. 1927년 국립중앙박물관 소장 유리원판 사진에 의해 이 감실은 충진사에서 동관왕묘로 옮겨졌음을 알 수 있다.
충진사 감실은 앞서 살펴본 서관왕묘 감실과 마찬가지로 내부 공간에 독립적으로 관우 초상화가 놓이도록 제작된 독립형 목조 감실이다. 감실의 규모는 총 높이 251.4cm, 좌대 폭 167.5cm × 626cm 크기이다. 전반적인 구조는 3단으로 되어 있으며 상단부에는 닫집이, 중단부에는 초상화를 봉안할 수 있는 장(欌)이, 하단부에는 좌대로 구성되어 있는데 전면에 신탑(神榻)을 부착한 것이 특이하다. 전체적인 형태는 일반적인 목조 감실의 형태이다. 이 감실이 동관왕묘 감실이나 북관왕묘 감실과 다른 점은 양자가 모두 청동 관우상이나 소조관우상과 같이 신상의 조각상을 배치한데 비해 관우의 초상화를 봉안하였다는 점이다. 이렇게 관우의 초상화를 걸기 위해 감실장 내부에 평판형의 용상(龍床)을 설치한 점이 두드러진 차이점이다.
감실의 전반적인 구조는 3단으로 되어 있으며 상단부에는 닫집이, 중단부에는 초상화를 봉안할 수 있는 장이, 하단부에는 좌대로 구성되어 있는데 전면에 신탑을 부착한 것이 특이하다. 김실의 중단에는 마련된 감실장을 마련하였는데, 이중구조로 되어 있어 깊이감을 더하고 있다. 감실의 하단은 3단으로 구성되어 좌대와 좌대 위에 설치된 난간, 그리고 좌대 앞에 끼워지도록 설치되어 있는 신탑으로 나뉘어 있다.
충진사 감실은 전체적으로 붉은색 석간주로 칠이 되어 있다. 그러나 닫집과 낙양, 난간 등에는 각종 문양으로 단청이 되어 있다. 부분적으로는 봉황이나 용문양 등에 금칠, 다양한 문양의 초각 장식 등이 되어 있다. 감실 내에 설치된 용상은 가로 72.7cm, 142cm 크기이다. 대체로 편평한 액자형으로 되어 있으며, 하단에 ⊥형태로 족대(足臺)를 세우고 있다. 용상의 형태는 손잡이에 해당되는 양쪽 끝에는 정교하게 조각한 금빛 용머리[龍頭]를 장식한 것으로 확인된다. 용상 꼭대기의 중앙 부분은 전체적으로 ⌒자 형태를 가지고 있는데, 용상이나 곡병(曲屛) 등에 일반적으로 장식되는 서일상운문(瑞日祥雲文)을 초각하고 있는 것이 특징이다. 좌우 측면 하단부에는 당초문의 초각으로 장식하고 단청을 베풀었다. 하단에는 간단하게 ⊥형 족대를 갖추어 가리개 형식의 삽병(揷屛)과 형태가 유사하다.
용상은 감실장 내부에 위치했던 까닭에 단청의 보존상태가 매우 좋고 원형을 유지하고 있는 것으로 여겨진다. 액자의 가장자리는 주칠이 되어 있으며, 용머리 부분의 금색도 찬연하여 다시 색을 칠한 흔적이 없다. 용상의 편평한 판면 상단에는 관우초상을 걸었던 청동제 걸쇠가 양쪽에 하나씩 박혀 있다. U자형 걸쇠의 끝은 연꽃봉오리 형태로 표현되어 있고 녹이 슬지 않은 것을 보면 아주 세밀한 곳까지 정성을 다하였음을 알 수 있다. 용상을 드러내면 일월오봉도가 뒷벽과 좌우 벽의 3면에 그려져 있다. 일반적으로는 관우초상화를 걸기 위한 용상이 그 앞쪽에 설치되어 있어 그림을 가리고 있었던 것이다. 용상에 가져지지 않은 부분은 퇴락해 있고 찢어진 부분도 여럿 발견된다.
용상을 올려놓은 감실의 바닥에는 2중의 깔개가 놓여있다. 가장 아래쪽에 왕골자리가 깔리고 그 위에 화려한 비단깔개가 깔린 다음 용상이 안치되어 있는 것이다. 비단깔개는 주황색 장화단(粧花緞)에 모란과 국화문 수를 놓고 가장자리는 자주색 직금단(織金緞)으로 둘렀으며 금색 실로 박음질하여 매우 화려하게 만들었다. 이와 유사한 비단깔개가 감실장 바닥에도 깔려 있다. 또 감실 난간의 안쪽 좌대 위에도 크기와 세부 형태만 다를 뿐 감실장의 바닥과 같은 형식의 왕골돗자리와 비단깔개가 깔려 있다.
이처럼 충진사 감실에는 관왕 초상화를 걸었던 용상형 걸개, 그리고 감실을 장엄할 비단깔개 2점과 화문석 깔개 1점 등이 갖춰져 있는 점도 미술사적으로 중요하다.

### 용문양 감실(龍紋樣 龕室)
1927년에 촬영한 국립중앙박물관 소장 유리원판 사진을 통해 동관왕묘 정전 뒤쪽의 맨 왼쪽 벽면에, 보정대사 감실과 나란히 배치되어 있었던 것을 확인할 수 있다. 이 감실은 정전 내에 안치된 목조 감실 중에서 가장 작은 규모의 것이지만, 건축구조를 지닌 데다가 특히 용 문양이 여러 군데 그려지거나 새겨져 있어 주목된다. 우선 감실의 구조가 목조 건물과 일치하여 건축적인 요소로 되어 있는 것이다. 다음으로 이 감실을 특징하는 것은 천장에 <쌍룡도>가 그려져 있고, 낙양에 용문양의 초각이 화려하게 장식된 점이다. 아울러 단청의 문양과 채색이 단순하고 도안화되어 있으며, 좌우 벽체에 민화풍의 단순화된 <일월오봉도>가
그려져 있는 것이 특징이다.
용문양 감실은 충진사 감실과 같은 이동식의 독립형 감실이다. 이 때문에 감실의 규모가 크지 않아 좌대와 감실장을 일체로 제작하였다. 이 감실의 구조를 자세히 살펴보면 일반 목조 건물에 비해 크기가 현저히 작음에도 불구하고 실제 건축물과 같이 치밀하게 목구조를 구현하고 있다.
첫째, 감실을 이루고 있는 네 기둥 위에는 이익공(二翼栱) 양식의 귀공포를 설치하고 익공과 익공사이에는 전면에 9개, 측면에 3개의 운공(雲栱)을 설치하였다. 포작(包作) 위에는 연목(椽木)과 부연(附椽)을 올려 겹처마를 구성하고 있는데 일반 건물이 처마 끝을 살짝 올려 곡선적으로 처리하는 대신 평평하게 조성하고 있다.
둘째, 창방(昌防) 아래로는 감실 전면에 4개의 헛기둥(虛柱)을 짧게 내리고 있다. 창방과 양쪽 기둥을 연결하는 낙양장식이 설치되어 있고 낙양이 끝나는 지점에 난간이 있다. 감실의 측면에도 평난간(平欄干)이고, 감실 내부의 아자살창과 같은 아자교란(亞字交欄)을 선택하고 있다. 난간의 양쪽 끝에 법수(엄지기둥, 法首)를 세워 격이 있어 보인다.
셋째, 좌대 역할을 하는 감실의 하단에는 기둥과 기둥 사이에 2단의 머름칸을 두고 전면 하단에는 7개, 상단에는 8개의 칸으로 구획하고, 측면은 2단 모두 3칸으로 구획하였다. 이곳은 뇌록색 바탕에 안상을 투각한 청판을 끼워 놓았고, 감실장의 바닥과 난넷째, 난간의 안쪽으로 전면에서 21.5cm, 측면에서 20.5cm 들어간 위치에 내부 감실장이 설치되어있다. 감실장은 감실의 외부 형식과 마찬가지로 네 모서리에 기둥을 세우고 창방 아래 기둥과 기둥사이에 낙양을 설치하였으며, 하단에는 1단의 머름칸을 두었다.
이처럼 용문양 감실은 각 부재마다 세밀하고 격조 있게 베풀어진 단청 문양을 통해 이 감실이 궁궐의 전각 못지않게 심혈을 기울여 조성한 작품이라는 것을 알 수 있다.

### 동관왕묘 옥대 및 옥대함(東關王廟 玉帶 및 玉帶函)
옥대는 옥장식이 달린 허리띠로, 왕이 곤룡포를 착용한 위에 띠었다. 동관왕묘의 옥대는 현재 길이 2,490mm, 폭 68mm로, 현재 옥과 띠는 분리된 상태이다. 옥대의 표면 전체는 붉은색 단으로 싸여 있다. 옥대를 채우는 철제 버클이 남아 있는데, 버클 쪽으로 옥판을 고정한 흔적이 보인다. 옥판을 고정한 흔적이 보이는 앞쪽은 2겹으로 되어 있는데, 옥판을 고정하기 위해 꿰맨 실을 가리고, 옥판의 무게를 지탱하기 위함이었을 것으로 보인다.
현재 옥대와 함께 발견된 옥판은 총 13개인데, 철제로 테두리를 두른 옥판과 테두리가 없는 옥판으로 각각 분리되어 크게 2종류로 나눌 수 있다. 철제로 테두리를 두른 옥판은 총 7개인데, 그 중 큰 사각형 옥판이 106mm×67mm 크기이다. 이것은 동관왕묘 관왕상의 옥대에 남아있는 접착제의 위치나 크기가 유사하다. 동관왕묘 관왕상의 옥대로 추정되는 것은 테두리가 있는 옥판은 총 7개이고, 큰 사각형 3개, 작은 사각형 2개, 물방울형이 2개이다. 큰 사각형은 2가지 형태인데, 한 면이 둥글고 다른 면은 모가 난 것이 1개, 모든 면이 모난 것이 2개이다. 이 중 한 면이 둥근 것과 모든 면이 모난 것 중 1개는 가운데 네 개의 구멍이 뚫려 있다. 이것은 옥대와 연결하기 위해 사용한 구멍으로 볼 수도 있다. 그러나 옥대에서 큰 사각형 옥판의 크기와 유사한 접착제의 흔적이 발견되었고, 실로 꿴 흔적은 확인되지 않았다. 그러므로 옥판에 장식을 달았던 구멍이 아닐까 짐작된다. 다른 옥판에서는 이와 같은 구멍이 확인되지 않았으므로, 장식이 달렸을 것으로 짐작되는 두 옥판이 앞면에 장식되었을 것으로 짐작된다.
옥대를 넣는 함은 둥근 원통형이고 주칠로 되어 있다. 왕실 유물 중에서 주칠은 왕이 사용하는 의물에만 사용하도록 되어 있어 관왕의 위상을 실감하게 하는 유물이다. 민간의 관복함 중에는 관모와 관복 및 대대를 넣어 보관하기도 하는데, 이러한 원통형으로 제작한데다가 주칠한 유물을 흔치 않은 사례이다.

### 북관왕묘 옥대 및 옥대함 (北關王廟 玉帶 및 玉帶函)
북관왕묘 관왕묘의 옥대는 옥과 띠가 분리된 상태이며, 붉은 색 단으로 싸여 있다. 옥대를 채우는 철제 버클이 남아 있는데, 버클의 형태와 크기는 모두 동관왕묘 관왕묘 옥대와 같다. 버클 쪽으로 옥판을 고정한 흔적이 보인다.
북관왕묘 관우상의 옥대에는 테두리가 없는 옥판이 부착되어 있을 것으로 보인다. 남아있는 옥판은 큰 사각형 2개, 물방울형 4개이다. 동관왕묘 관우상의 옥대와 옥판 배치를 참고하여 북관왕묘 관우의 옥대 옥판배치를 짐작해 보면, 현재 남아있는 옥판 이외에 분실된 옥판은 작은 직사각형 옥판 2개일 것으로 보인다. 옥판과 옥판의 배치는 양쪽이 대칭으로 가운데부터 큰 사각형 - 물방울형 2개 - 작은 직사각형 옥판이 서로 일일정한 간격을 두고 배치되었을 것으로 생각된다. 이를 통해 중심에는 큰 사각형옥판 1개가 있고 그 양쪽으로 작은 사각형옥판이 바로 붙어 있으며, 간격을 두고 물방울형 옥판이 붙어 있었음을 알 수 있다. 이 밖에 옥대를 넣는 둥근 원통형 주칠함이 하나 있는데, 동관왕묘의 것과 마찬가지로 보존상태가 그리 좋지 못하다.
옥대함은 북관왕묘 감실 내부에서도 1점 발견되었다. 동관왕묘에서는 옥대를 넣었던 비단주머니가 남아있는데, 북관왕묘에는 남아있지 않아 옥대주머니는 후에 결실된 것으로 보인다.

### 동관왕묘 면류관(東關王廟 冕旒冠)
현존하는 동관왕묘의 면류관은 관판, 관대, 잠으로 구성되어 있다. 현존하는 동관왕묘의 면류관은 관판, 관대, 잠으로 구성되어 있다, 관판과 관대는 분리된 상태이다. 관판은 앞면은 둥글고 뒷면은 모가 난 형태로, 목제판으로 형태를 만들고, 표면에 비단을 바랐다. 관판의 윗면은 검은색의 무늬 없는 단, 아랫면은 붉은색 화문단을 발랐다. 이것은 『증보문헌비고』에 기재된 면류관의 설명과 일치한다.
현재 관판과 관대는 분리된 상태이며, 면류관에 달린 류는 앞쪽에 11줄, 뒤쪽에 12줄이 남아 있어, 12류 면류관이다. 류에는 유리구슬이 10개씩 5단으로 한 줄에 50개의 구슬이 꿰어져 있다. 100년 정도 오랜 시간 먼지가 묻었고 세척을 하지 않은 채 방치되어 원래의 색상을 전혀 알아볼 수 없는 상태였다. 류의 구슬은 각 단마다 색상이 달라 황색, 적색, 청색, 백색, 흑색, 녹색이 확인되었다.
관판과 관대는 분리되어 있지만 연결되었던 흔적이 남아있다. 관판은 총 4군데에 철사 고리가 남아있고, 관대에도 종이가 뜯긴 흔적이 있다. 관대는 원통형으로, 안쪽에 대나무살을 엮어 형태를 만들고 한지를 여러 겹 바르고, 옻칠하고, 금색종이띠를 둘러 마무리 하였다. 안쪽의 대나무살의 밀도는 1인치×1인치에 22×16개의 댓살을 사용하여 짠 죽망(竹網)의 일종이다. 관대 양쪽에는 구멍이 있는데, 이는 잠을 꽂기 위한 구멍이다. 잠은 철제로 만들어 도금하였다. 잠 머리에는 정사각형 판장식이 달려있는데, 한 면에 접착의 흔적이 보여, 여기에 다른 장식이 달려 있었을 것으로 짐작된다.
이처럼 조선시대의 면류관은 현재 남아 있는 유물이 없다. 그런데 동관왕묘의 면류관은 조선 왕실을 비롯하여 대한제국시대에 실제로 만들어 사용한 면류관으로서, 그 실제 형태나 제작기술 등을 총체적으로 확인할 수 있는 유일한 유물로서 미술사적 가치가 매우 크다.

### 동관왕묘 황룡선(東關王廟 黃龍扇)
황룡선은 동관왕묘 정전 뒤에서 발견되었다. 이 황룡선의 형태는 목제 장대에 부채를 단 형태로서, 부채 부분은 위쪽이 넓고 아래쪽이 좁은 사다리꼴이며 각이 둥글다. 철사로 형태를 잡고 그 위에 배접한 금색무늬 없는 천을 싸고, 가장 자리에 같은 원단으로 테두리를 둘렀다. 테두리 장식은 직사각형 천을 주름잡아 둘렀으며 원단과 같은 색상의 금색 실로 꿰매었다. 부채의 양면에는 각각 한 쌍의 용을 그려 넣었다. 황룡선의 용은 발톱이 5개인 오조룡이다. 오조룡은 황제를 상징하며 이것은 관우가 황제라는 것을 상징하는 의물인 것이다. 따라서 대한제국기에 고종황제가 관왕을 황제로 승격시킨 1901년 이후에 제작된 것으로 여겨진다.

### 북관왕묘 황룡선(北關王廟 黃龍扇)
북관왕묘 감실 안에서는 자루가 분리된 한 쌍의 황룡선이 발견되었다. 따라서 황룡선은 북관왕묘 감실 내부에 배치하는 것으로 보인다. 북관왕묘 황룡선은 자루가 분리된 채 발견되어 부채와 자루가 연결된 형태를 호가인할 수 있다. 장대 상단에 부채를 끼우기 위해 홈을 파 놓은 부분 끝을 보면 작은 구멍이 있고, 실이 끼워진 채 남아있다. 이로 보아 부채를 끼우고 실로 감아 고정했던 것을 짐작할 수 있다. 부채 끼우는 틈 끝부분에는 철제를 둘러 보강하였다.
동관왕묘 황룡선에는 없는 것으로 북관왕묘 황룡선에는 장대 중간에 주황색 직물띠를 묶은 것이 보인다. 주황색의 원단은 동관왕묘 관우상의 옥대함이 들어있던 옥대 주머니감과 같은 것이다.

### 동관왕묘 북 일괄(東關王廟 북 一括)
동관왕묘에서는 북 3점이 창고에 소장되어 있다. 각각의 북은 장식이나 형태면에서 약간의 차이를 보이나 모두 조선시대 후기의 것으로 보인다.
발견된 3점의 북 중에서 가장 오래된 것으로 보이는 북 1점은 한두 차례 보수한 것으로 보인다. 북의 배 부분은 31개의 쪽나무를 이어서 둥글게 형태를 잡았는데 그 위쪽으로 종이 3겹을 발랐다. 가장 바깥쪽 종이에는 용이 그려져 있으며 북면에는 적색, 백색, 청색으로 삼태극을 그렸다. 북 내부에는 울림테 4줄을 설치하였다.
두 번째 북은 형식면에서 북1과 유사하다. 용의 뿔로 보이는 부분이 남아 있어 북1과 마찬가지로 구름사이로 나는 용을 그렸을 것으로 짐작된다. 세 번째 북은 제작 방법으로 보아 가장 최근에 제작한 것으로 34쪽의 나무를 이어서 둥글렸다. 표면에 붙인 종이가 남아 있지 않아 무엇을 그렸는지는 확인할 수 없다. 내부에는 울림테가 없다.

### 동관왕묘 청룡언월도 일괄(東關王廟 靑龍偃月刀 一括)
서무에서 청룡언월도 2점과 목제 받침대 2점이 소장되어 있다. 언월도는 총 길이는 3m이고, 전체가 철제로 제작되어 무게가 상당했다. 창날과 자루를 연결하는 부위에는 용머리가 장식되어 있으며 반대편에는 3개의 창날이 원뿔 형태로 장식되어 있었다. 목제 받침대는 높이 160cm이고 상단에 창을 꽂고 잠글 수 있는 걸쇠가 있다.
이 청룡언월도 2점은 크기도 클 뿐 아니라 무게도 엄청나며 제작 기술 또한 뛰어나고 형태를 처리하거나 문양을 표현하는 방법 또한 탁월하다. 이 언월도는 창날과 자루를 연결하는 부위에 용머리가 장식되어 있으며 반대편에는 3개의 창날이 원뿔 형태로 장식되어 있다. 철제의 부식 정도나 제작 기술로 볼 때 빠르면 동관왕묘를 조성할 당시이거나 늦어도 영·정조시대까지 올라가는 것으로 판단된다.
이처럼 청룡언월도는 조선 후기 무기사를 복원할 수 있는 중요한 가치가 있는 유물이라 판단되며 과학적이고 체계적인 조사와 연구가 반드시 이뤄져야 할 것이다.

### 동관왕묘 석조해태상(東關王廟 石造獬豸像)
현재 동관왕묘의 해태상은 정문을 들어서자 오른쪽 화장실, 예전에는 어막대였던 곳에 배치되어 있는 세 점의 석수 중 하나이다. 원래 해태상은 1쌍으로 배치되는 것이 일반적이지만 현재 1마리만 있는 것으로 미루어 1마리는 잃어버린 것 같다.
해태상의 길이는 126cm이고 높이는 57.8cm이다. 그 형상은 뒤로 넘긴 갈퀴와 소처럼 꿇어 앉은 모습과 소의 발 그리고 머리에 난 뿔 하나, 전신에 동그란 비늘문양 또 유난히 큰 코를 지니고 있어 해태의 전형으로 볼 수 있다. 이는 광화문 앞에 있는 한 쌍의 해태상과 비교해 보아도 자명한 일이다. 지금은 사진으로만 남아 있지만 해태상은 남관왕묘에도 있었음을 알 수 있다. 우리나라에서 관왕묘에 해태를 놓는 것이 남관왕묘 건립 이후부터였다. 동관왕묘를 건립할 때 남관왕묘를 참고했지만 현재 해태상의 보존상태가 양호한 것을 보아 시대가 내려가는 것으로 여겨진다.

### 동관왕묘 석조사자상(東關王廟 石造獅子像)
동관왕묘 중문 오른쪽 어막대 중앙에 해태상 1기가 있고, 그 좌우로 5m 정도 떨어진 곳에 높이 46.9cm의 석사자 두 구가 배치되어 있다. 중국인들은 워낙 좋아하여 중국의 관제묘에는 어김없이 사자상을 세운다. 그러한 영향인지 남관왕묘를 세울 때 사자 한 쌍을 배치했다고 한다. 이 석사자들은 고개를 안쪽으로 돌려서 가운데에 있는 해태상을 바라보는 형상이다. 사자상은 앞다리를 들어 힘차게 땅을 밟고 있으며 뒷다리는 구부리고 있다. 두 눈은 동그랗고 갈기가 목 뒤로 뻗치고 있다. 앞다리 위의 몸통과 연결 부분에는 작은 날개가 달려있다. 목에는 목걸이형 띠가 매어 있는데 가슴 쪽에 큼직한 방울이 장식술과 함께 매달려 있다. 이처럼 현재 동관왕묘의 사자들은 귀여운 강아지처럼 귀가 뒤로 젖혀져 있는데, 낙양 관림에도 이와 거의 같은 모습의 사자들이 있어 중국의 영향을 받은 것이 분명하다. 왜냐하면 우리 나라에는 사자상이 많지도 않지만 귀가 이렇게 뒤로 뒤집어진 것이 없기 때문이다.

### 동관왕묘 석제드므(東關王廟 石製드므)
동관왕묘 정전 밖 등롱석 옆에는 석제 드므가 놓여 있다. 원래 드므는 화재를 예방하거나 화재 때 쓸 물을 담아두는 입이 큰 항아리이다. 그러나 이 드므는 높이가 30.5cm 밖에 안 되는 작은 것이어서 불을 끄기보다는 상징적인 의미로 설치한 것으로 보인다.
동관왕묘의 드므는 호족반 위에 올려놓은 형태이며 한 개의 돌을 깎아 만든 것으로 보인다. 드므의 안쪽을 살펴보면 정으로 거칠게 다듬어 홈을 만든 모습을 엿볼 수 있다. 홈의 윗부분부터 옆면은 말끔한 모습이다. 드므의 사면에서 살펴보면 특별한 모양은 없으며 호족반 또한 사면이 같은 모습으로 표현되어 있다.

### 東關王廟 등롱석(東關王廟 燈籠石)
동관왕묘 정전 내부와 외부에는 등롱석이 각각 하나씩 있다. 그중 내부의 등롱석은 본래 이 곳의 것이고, 외부에 있는 등롱석은 1913년 북관왕묘가 훼철될 때 조각상 등과 함께 옮겨온 것으로 여겨진다.
등롱석은 등불을 켜서 어두운 곳을 밝히는 등롱을 올려놓는 받침대이다. 동관왕묘 내부의 등롱석은 향로석과 마찬가지로 관왕의례 때 사용하던 것이다. 등롱석의 구조는 상대석, 중대석, 하대석으로 구성되어 있다. 상대석은 육면체이고 측면에 난초가 새겨져 있고, 상판 네 귀퉁이에 ㄱ자 홈이 나 있고 촛농으로 오염되어 있다. 측면이 검게 변색되고 광택이 나는 것으로 보아 관왕의례 때 기름때 등으로 오염된 것으로 여겨진다.
중대석은 3층으로 이뤄져 있고 가장 윗층은 대나무, 아래층은 모란문이 새겨져 있다. 2개의 돌을 합쳐진 형태로 운문이 조각된 중대석 아랫부분이 분리되는 것을 볼 수 있다.
하대석은 1단이며 호족 형태로 풍혈과 다리가 결합되어 있다. 기단석은 육면체로 문양은 없으나 상부는 모죽임되어 있다.
등롱석은 섬세한 조각술이나 정성이 깃든 장식과 마무리를 엿볼 수 있어 일급장인에 의한 궁궐조각만의 세련미가 있다. 더욱이 호족다리형 하대석의 표현은 17세기 초 광해군묘에서 볼 수 있는 것이어서 시대적 친연성을 발견할 수 있다.

### 북관왕묘 등롱석(北關王廟 燈籠石)
동관왕묘 정전 외부에 놓인 등롱석은 1913년 북관왕묘가 폐사되고 동관왕묘에 합사되면서 관우소조좌상을 비롯한 조각상들과 함께 옮겨온 것으로 보인다. 등롱석의 구조는 상대석과 중대석 및 하대석으로 구성되어 있다. 상대석은 등롱을 올려놓도록 상판에 ㄱ자 홈이 각 귀퉁이에 새겨져 있다. 상대석의 측면 중 좌측면에는 음각으로 ‘성수만년(聖壽萬年’이 새겨져 있다. 중대석은 4면마다 각각 대나무, 운문, 모란, 보주문이 새겨져 있다. 아래쪽의 하대석과 가장 아래쪽은 아무런 장식이 없는 정사각형의 기단석에는 ‘백목전진상(白木廛進上)’이란 명문이 있어 당시 서울의 포목상인들이 만들어 바친 것을 알 수 있다. 따라서 모두 4개의 돌로 이루어졌음을 알 수 있다. 하대석은 호족반의 다리 모습으로 풍혈이 날카롭고 전면 좌측 상단이 파손되어 있다.
이 등롱석의 제작연대는 기단 아래에 새겨진 명문에 의해 1888년 제작된 것을 알 수 있다. 즉 북관왕묘가 건립된 지 5년 후에 등롱석을 만들어 세웠다가, 동관왕묘로 이관된 것이다.

### 동관왕묘 향로석(東關王廟 香爐石)
동관왕묘 정전 내외부에 거의 비슷한 형태의 향로석이 각각 1기씩 배치되어 있다. 이중 정전 내부에 위치한 향로석이 원래 동관왕묘 향로석이다. 향로석은 전체 높이 46.2cm로 약간 크며, 각 면에는 모죽임이 되어 있으며 상판의 아랫부분은 역사다리꼴 형식이다. 다리 부분은 끝이 안으로 말려 들어가는 개다리[狗足)이고, 풍혈은 단조로운 곡선으로 이루어져 있다. 후면의 상판은 홈이 없이 평판이다. 전체적으로 특별한 문양은 새겨져 있지 않으나 개다리 형태의 풍혈은 같은 17세기 광해군묘의 향로석과 유사성을 보인다.

### 북관왕묘 향로석(北關王廟 香爐石)
정전 외부에 배치되어 있는 향로석은 원래 북관왕묘에서 사용하던 것을 북관왕묘가 훼철되면서 동관왕묘로 이관되었다고 판단된다. 전면은 방형이고 후면은 팔각형으로 이뤄져 있어 전방후원형으로 보이지만, 전후면이 1개의 돌로 이뤄져 있다. 전면은 기단석에 올려놓은 구족반의 모습으로 조각되어 있으며 중심부를 기준으로 대칭인 모습이다.
다리부분은 안으로 들어간 구족이다. 다리와 연결된 풍혈은 구름을 표현한 듯 대칭의 곡선으로 표현되어 있다. 기단석은 구족반의 상판과 마찬가지로 모가 나지 않게 처리하여 구족반을 얹은 모습이다. 사면에는 특별한 문양이 새겨져 있지 않다. 후면의 상단에는 향로의 다리를 놓는 자리로 보이는 3개의 홈을 확인할 수 있다.
이 향로석은 정전 내부의 동관왕묘 향로석과 형태나 규모는 유사하나 조금 더 장식적이어서 고종대의 시대양식을 반영하고 있다.

### 동관왕묘 용두석(東關王廟 龍頭石)
정전 앞 월대 위에 화강암제의 용두 한 쌍이 서로 마주보고 있다. 한 쌍의 용두는 이렇게 배치하는 것이 아니라 계단석 양 옆에 앞을 향해 배치해야 한다. 이와 비슷한 용두는 고려의 수도인 개성 만월대에서도 볼 수 있고, 발해 상경용천부 궁궐지에서도 볼 수 있다. 즉 용두는 정전을 향해 들어가는 사람을 보며 머리를 두어야 하는데, 여기에서는 두 마리가 서로 마주보게 하고 있다.
용머리의 몸체는 전체적으로 유선형이고 표면에는 비늘과 화염문, 운문이 예리하게 조각되어 있다. 머리에는 뿔 두 개가 뒤로 젖혀져 누워있는 형상으로 새겨져 있다. 코 옆으로는 촉수가 나오고 있으며, 용의 이목구비가 매우 세밀하게 조각되어 있다.
이처럼 용머리의 조각솜씨는 탁월하여 조선시대 석조 용머리상 중에 뛰어나고 조형적인 모습을 지니고 있다.

### 동관왕묘 당간지주(東關王廟 幢竿支柱)
당간지주는 당(幢), 즉 깃대를 높이 세우기 위한 받침대이다. 현재 동관왕묘의 관리사무소 앞에 위치한 당간지주는 높이 90cm이고 기둥 사이가 12cm로 유난히 좁은 편이다. 더욱이 두 기둥 옆으로 받침대 돌이 두 개의 당간지주를 받치고 있다. 돌의 풍화가 심하고 마모가 되어 있어 1601년 동관왕묘를 세울 당시 제작된 것으로 여겨진다.

### 동관왕묘 금잡인비 (東關王廟 禁雜人碑)
외삼문 앞에서 내삼문[혹은 중문]으로 들어서기 전에 ‘금잡인(禁雜人)’이라는 글귀가 새겨진 석비가 배치되어 있다. 외삼문은 동관왕묘에서 정전 다음으로 정성들여 팔작지붕으로 만든 건물이다. 그러므로 정문이나 동무․서무보다 위계가 높은 것을 알 수 있다. 더욱이 동관왕묘의 옛 도면을 보면 문 좌우로 담장이 있고, 일반인용 문과 왼쪽 끝에 작은 건물이 보이고 있다. 이것을 보면 동묘는 내삼문에 의해 정전까지 폐쇄된 공간을 이뤄 묘사건축으로서의 신성한 영역을 확보하게 되었다. 따라서 일반인은 이곳까지 들어갈 수 있으며, 잡인을 금지하는 비석과 만나는 이곳부터 담장이 쳐있던 중문 안쪽 즉, 내삼문부터는 신성한 제례공간이 되는 셈이다.

### 동관왕묘 하마비(東關王廟 下馬碑)
동관왕묘 그 앞을 지날 때에는 신분의 고하를 막론하고 누구나 타고 가던 말에서 내리라는 뜻을 새긴 석비이다. 일부 풍화와 마모딘 흔적이 있지만 그 원형을 유지하고 있다.

### 현령소덕무안왕묘 편액(顯靈昭德武安王廟 扁額)
편액이나 현판은 널판지에 글씨를 써서 문 위나 벽에 걸어 놓는 틀이다. 동관왕묘의 낙성식을 거행하기 전에 중국황제에게 현판에 쓸 글을 요청하였는데, 이 때 신종으로부터 받은 글이 ‘현령소덕무안왕묘’ 이었다. 이 신종황제의 현판이 동관왕묘 최초의 현판으로서 사료적 가치가 크지만, 현존하지 않는다.
동관왕묘 정전 내부에는 ‘현령소덕무안왕묘(顯靈昭德武安王廟)’라는 글귀가 써 있는 편액이 두 개가 걸려 있다. 그 중 하나는 남색 바탕에 금색으로 글귀가 써 있고, 다른 하나는 붉은색 바탕에 역시 금색 글씨로 써 있다. 푸른색은 동쪽을 의미하는 색이므로 전자가 동관왕묘의 것이고, 붉은색은 남쪽에 해당되는 색이므로 후자는 남관왕묘의 것일 것이다. 따라서 푸른 바탕에 금색 글씨가 써 있는 이 현판은 말미에 ‘이곳에 한나라 관왕의 시호가 모셔져 있으니 이런 흥겨운 일이 또 어디에 있을 소냐. □□□□음력 8월에 친히 글을 지어 삼가 여기에 모시노라’라는 명문이 있다. 현판 바탕 색이 청색인 것으로 미루어 원래부터 동관왕묘의 것으로 여겨진다.
편액이나 현판은 널판지에 글씨를 써서 문 위나 벽에 걸어 놓는 틀이다. 동관왕묘의 낙성식을 거행하기 전에 중국황제에게 현판에 쓸 글을 요청하였는데, 이 때 신종으로부터 받은 글이 ‘현령소덕무안왕묘’ 이었다. 이 신종황제의 현판이 동관왕묘 최초의 현판으로서 사료적 가치가 크지만, 현존하지 않는다.
동관왕묘 정전 내부에는 ‘현령소덕무안왕묘(顯靈昭德武安王廟)’라는 글귀가 써 있는 편액이 두 개가 걸려 있다. 그 중 하나는 남색 바탕에 금색으로 글귀가 써 있고, 다른 하나는 붉은색바탕에 역시 금색 글씨로 써 있다. 푸른색은 동쪽을 의미하는 색이므로 전자가 동관왕묘의 것이고, 붉은색은 남쪽에 해당되는 색이므로 후자는 남관왕묘의 것일 것이다. 따라서 붉은 바탕에 금색 글씨가 써 있는 이 현판은 남관왕묘의 것이며 말미에 ‘英祖御制’라는 명문으로 미루어 1746년 영조가 남관왕묘에 내린 것임을 알 수 있다. 그러나 남관왕묘에 걸려 있다가 남관왕묘가 훼철되면서 이곳에 합사될 때 옮겨왔을 것이다.

### 동관왕묘 서무 무안왕비(東關王廟 西廡 武安王碑)
동관왕묘의 서무에 서 있는 비석은 영조 22년(1746) 8월 23일 영조가 왕릉에 행행했다가 동관왕묘에 들러 참례한 후 세운 것이다. 북쪽 끝 칸에 위치한 비석은 숙종과 영조의 글이 씌어진 것으로, 앞면의 “大漢朝忠節武安王贊揚銘”(대한조충절무안왕찬양명)이라고 전서로 쓴 전액과 행서의 본문은 숙종의 글과 글씨이며, 뒷면의 “顯靈昭德武安王廟”(현령소덕무안왕묘)라는 해서의 비액과 가벼운 흘림이 있는 해서체 본문은 영조의 글과 글씨이다. 그 내용은 남묘와 동묘의 건립 경과와 무안왕에 대한 감사의 글이다.

### 동관왕묘 동무 무안왕비(東關王廟 東廡 武安王碑)
동관왕묘 동무의 북편 끝 칸에는 네모진 화강암 받침에 목조건축 지붕 모양의 지붕돌을 얹은 비석으로, 숙종, 사도세자(추증 장조), 정조의 글과 글씨가 담겨 있으며, 광무 4년(1900)에 세운 것이다. 그 내용을 보면 숙종 21년(1695) 10월 초순에 숙종이 쓴 글, 영조 28년(1752) 당시 세자였던 사도세자의 글과 글씨, 정조 9년(1785) 11월에 정조가 글을 짓고 전서를 쓰고 태상시에 분부하여 <영송신전헌악가>를 짓게 한 기록이 담겨 있다. 이것을 1900년 음력 6월에 다시 새겨서 세운 것이다.

### 현령소덕의열무안성제묘 편액(顯靈昭德義烈武安聖帝廟扁額)
편액이나 현판은 널판지에 글씨를 써서 문 위나 벽에 걸어 놓는 틀이다. ‘현영소덕의열무안성제묘’ 편액은 1902년 고종이 관우를 관왕에서 관제로 추숭하면서 친히 내린 친필이다. 본래 동관왕묘에 있던 편액과 ‘향사이정’ 정책에 따라 합사된 다른 관왕묘의 편액이 옮겨져 같은 내용의 글씨가 나란히 있다. 따라서 동관왕묘와 북관왕묘 중 원소장처의 구분이 불가능하다.
1902년 고종이 관우를 왕에서 황제로 올리면서 새로운 편액을 받쳤다. 좌측에는 “한나라 관제의 성은이 그 위엄을 사방에 떨치니, 관제에 대한 존경심이 진심으로 우러나도다. 광무 임인년에 맹춘호(孟春号)가 친히 글을 지어 삼가 올리노라.”라고 쓰여 있다. 靈은 신령이 뚜렷하게 나타난다는 뜻이다. 昭德은 한나라 아무(雅舞)의 명칭으로 『한서 ‧ 예악지』에 의하면 문묘의식을 거행할 때 소덕을 연주했다 하며, 후에 미덕(美德)이란 뜻으로 사용되었다. 의열(義烈)은 『삼국지』와 『송서』에서 나오는 말로 ‘올바르고 장함’이란 뜻이다. 무안(武安)은 전국시대 처음 나온 말로 명장에 대한 존경심으로 진나라 명장 백기와 조나라 이목을 무안군이라 했으며, 송나라 대관 2년에 관우를 무안왕으로 봉했다.
편액이나 현판은 널판지에 글씨를 써서 문 위나 벽에 걸어 놓는 틀이다. ‘현영소덕의열무안성제묘’ 편액은 1902년 고종이 관우를 관왕에서 관제로 추숭하면서 친히 내린 친필이다. 본래 동관왕묘에 있던 편액과 ‘향사이정’ 정책에 따라 합사된 다른 관왕묘의 편액이 옮겨져 같은 내용의 글씨가 나란히 있다. 따라서 동관왕묘와 북관왕묘 중 원소장처의 구분이 불가능
하다.
1902년 고종이 관우를 왕에서 황제로 올리면서 새로운 편액을 받쳤다. 좌측에는 “한나라 관제의 성은이 그 위엄을 사방에 떨치니, 관제에 대한 존경심이 진심으로 우러나도다. 광무 임인년에 맹춘호가 친히 글을 지어 삼가 올리노라.”라고 쓰여 있다. 靈은 신령이 뚜렷하게 나타난다는 뜻이다. 昭德은 한나라 아무(雅舞)의 명칭으로 『한서 ‧ 예악지』에 의하면 문묘의식을 거행할 때 소덕을 연주했다 하며, 후에 미덕(美德)이란 뜻으로 사용되었다. 의열(義烈)은 『삼국지』와 『송서』에서 나오는 말로 ‘올바르고 장함’이란 뜻이다. 무안(武安)은 전국시대 처음 나온 말로 명장에 대한 존경심으로 진나라 명장 백기와 조나라 이목을 무안군이라 했으며, 송나라 대관 2년에 관우를 무안왕으로 봉했다.

### 만고충절 천추의열 편액(萬古忠節 千秋義烈 편액)
이 편액은 영조가 동관왕묘에 임어하고 어필로 ‘萬古忠節 千秋義烈’이라고 써서 동관왕묘와 남관왕묘에 게시할 것을 명해 걸리게 된 것이다. 현재 동관왕묘 정전 내부에 걸려 있다.

## 같이 보기
- 동관왕묘

## 참고 자료
- 동관왕묘 소장유물 일괄 - 국가유산청 국가유산포털